# فرودگاه کودیاک
فرودگاه کودیاک (به انگلیسی: Kodiak Airport) یک فرودگاه همگانی و نظامی بهره‌برداری هوایی با کد یاتا ADQ است که یک باند فرود آسفالت دارد و طول باند آن ۲۲۹۹ متر است. این فرودگاه در شهر کودیاک، آلاسکا کشور ایالات متحده آمریکا قرار دارد و در ارتفاع ۲۴ متری از سطح دریا واقع شده است.